# Система на Маккюн-Райшауер
Система на Маккюн-Райшауер (McCune–Reischauer) е една от двете най-широко употребявани системи за романизация на корейския език, заедно с Коригирана романизация на корейския език, която замести Маккюн-Райшауер в качеството си на официалната система за романизация в Южна Корея през 2000 г. Друг вариант на системата на Маккюн-Райшауер се употребява като официална система в Северна Корея.
Системата е създадена през 1937 г. от двама американци: Джордж Маккюн и Едуин Райшауер. С малки изключения системата не прави транслитерация на хангъл, а представя фонетичното произношение. Маккюн-Райшауер е широко употребявана извън Корея. Неин вариант се е употребявал като официалната система за романизация в Южна Корея от 1984 г. до 2000 г. Съществува и трета система за транслитерация – Йейл (Yale Romanization system), но тя се използва само в академичната литература и по-конкретно в лингвистиката. По време на засилените руски интереси в Корея в началото на 20 в. са правени опити за изписване на корейския език на кирилица.